# المسرح الإليزابيثي
المسرح الإليزابيثي أو مسرح عصر النهضة الإنجليزية (1558-1625) هو مجموعة من المسرحيات الدرامية المكتوبة خلال فترة حكم إليزابيث الأولى من إنجلترا (حكم من 1558-1603)، وخصوصا من عمل وليام شكسبير (1564-1616).
في الواقع، خلص العلماء عموما إلى تمديد العصر الإليزابيثي ليشمل عهد جيمس الأول، الذي توفي في 1625، بعد ذلك تحدث عن «المسرح يعقوبي» وحتى خارجها، بما في ذلك من خلفه، كارلوس الأول، حتى إغلاق المسارح في 1642 بسبب وصول الحرب الأهلية إلى مسرح كاروليناو. حقيقة أن يمتد إلى ما بعد عهد الملكة إليزابيث الأولى يجعل الدراما مكتوبة بين الإنجليكانية الإصلاح وإغلاق المسارح في 1642 والذي سيطر عليه مسرح عصر النهضة الإنجليزية.
أشار شكسبير إلى جيمس ولبعض من أعماله الرئيسية، وكتب احتفالا بالانضمام إلى عرش السيادة، كما اوتيلو في عام (1604)، الملك لير (1605)، ماكبث (1606، تكريما للسلالة ستيوارت)، والعاصفة (1611، والتي تشمل من بينهم «حفلة تنكرية» وفاصلة موسيقية تكريما للملك الذي حضر الأداء الأول.
فترة الإليزابيثي لا تتوافق زمنيا بالكامل مع النهضة الأوروبية وحتى أقل مع الإيطالية، والتي تبين لهجة قويه ومعينة والباروك تتطور في وقت لاحق.

## العوامل التاريخية والاجتماعية
العهد الإليزابيثي يعني دخول إنجلترا في العصر الحديث في ظل زخم الثورة العلمية التكنولوجية مثل ابتكار الكوبرنيكية والاستكشافات الجغرافية كبيرة (عندما يبدأ الاستعمار الإنجليزية في أمريكا الشمالية).
العاصفة الحادثه، وليس عن طريق الصدفة، على جزيرة في البحر الكاريبي التي يصف سكانها (بوحشيه كاليبان ووالدته مشعوذة سيكوراكس) والخاضعه لفنون السحر من بروسبيرو، أي التكنولوجيا وتقدم المستوطنين الأوروبيين.
فصل مدار البابوية والإمبراطورية الرومانية المقدسة، مع هزيمة فيليب الثاني ملك أسبانيا وجيشه الذي له لا يقهر (1588)، أكبر الرفاه الاقتصادي بسبب التوسع في التجارة عبر المحيط الأطلسي، مختومة بانتصار إيزابيل وولادة إنجلترا الحديثة. وفي هذه الحقبة من التبادلات الثقافية زاد الاهتمام إلى ليتورا اومانيا وبالتالي إلى إيطاليا، حيث الهاربين المثقفين القسطنطينية (1453) قد جلبت الكثير من المخطوطات القديمة الكلاسيكية اليونانية واللاتينية مما أدى إلى اهتمام غير مسبوق من قبل دراسة اللغة العبرية اليونانية الرومانية.
ثم أنه ولد في إيطاليا الإنسانية (هو فكر خاصا للفلسفية والأثرية)، وهي في طريقها إلى أن تنضج في القرن السادس عشر خلال عصر النهضة، مع خلق الفن والهندسة المعمارية والتكنولوجيا الحديثة والترميم (و ظهر هذا الفكر خاصا في ليوناردو دا فينشي). إذا كان في إيطاليا ظهر بوضوح عصر النهضة في منتصف القرن السادس عشر وفي أوروبا الشمالية (حيث وصل في وقت لاحق) استمرت حتى أوائل القرن السابع عشر.

## الاهتمام في إيطاليا
تنتشر هذه الرغبة في التجديد والحداثة أيضا في لندن. حتى القصص الشريرة من السفر المزعوم إلى البلاد من قبل مكيافيلي، مثل المسافر مؤسف، أو حياة جاك ويلتون توماس ناش، يمكن أن يضعف حماسة الجمهور: واللاأخلاقية من الأمير وأصوات المؤامرات البابوية بدلا من ذلك أنها ساعدت في الإبقاء على الفائدة في إيطاليا. في العاصمة وجعلت لنفسها إشعار مجتمع من المهاجرين الإيطاليين (كثير منهم من الكتاب المسرحيين والممثلين) معهم شكسبير، كريستوفر مارلو، وتسليط الضوء على الكاتب المسرحي الثاني وربما كان المعاصرون له علاقات الصداقة والتعاون المهني المتكرر.

## نجاح سينيكا
في زمن شكسبير لم يكن هناك الكثير من الذين يمكنهم قراءة الأعمال الدرامية في اللاتينية، وحتى أقل في اليونانية، وهي اللغة التي بدأت تعرف. أعمال سينيكا بالفعل موضوع يحظى باهتمام كبير من الإنسانيين الإيطاليين الناشرين، على الرغم من أن ذلك أساسا من خلال التعديلات الإيطالية التي غادرت ليس قليلا من روح النص الأصلي. الكتاب قدموا في التمثيل مشاهد العنف والقسوة بدلا من القصة الحقيقية التي رواها شهاداتهم. ولكنها كانت نظره ايطالية، حيث يتم تمثيل الشر بكل ما فيها من شدة، الذي اعجب المسرحيين الإليزابيثي وجدت الاهتمام العامه.

## التراجيدية وما هوالروائي
الدراما ترتبط ارتباطا وثيقا آثار ذات المناظر الخلابة وتستولي على العواطف الدراما الأكثر عنفا ثم يرتبط مع مشاعر الحب أكثر متوهج: استعادة صورة قديمة رسمت باليد خفية مع هذه الخطوط العريضة التي تخفي تقريبا لمسة الفنان. وليس من قبيل المصادفة أن نفس الكتاب المسرحيين النهضة ستعمل في وقت واحد مع أعمال من نوع «المختلطة»، مثل «الرعوية» أوالتراخي كوميديا وهي مزيج من الكوميديا والمأساة، وجمع التراجيديا والكوميديا والرومانسية.
وقد شهدت خليط من الأنواع الخاصة من عصر النهضة الإنجليزية أيضا اليزابيثيون، الذي بقي فصل أكثر المفارقات واقعية المآسي وكوميدية مع ذلك. العاصفة لديها الكثير من الدراما التراجيدية الكوميدية، ولكن السخرية والفكاهة من الشخصيات، وعمق الاستكشاف الفلسفي يضفي مزيدا من التشجيع. ونفس الشيء ينطبق على الكثير من الأفلام الكوميدية الكبيرة الأخرى من شكسبير والإليزابيثي التي هزلية مع مزيج المأساوي قاتلة، كما يحدث في الواقع في السينما مركز الحديثة والمهرج الملك لير، وجنون الملك يهان من قبل خيانة بناته الذين، على المودة وقد دفع كل ممتلكاته وتوفير الإغاثة هزلية للجمهور من خلال التأكيد، كما أثر مرقطة تمتزج ومأساة شخصية لير وإنجلترا وطنية حطمت الحرب الأهلية.

## الابتكارات فيما يتعلق بالمسرح القاري
وكان العهد الإليزابيثي مرات عديدة لا تقتصر على التكيف مع نماذج: تجدد بسعادة رتم مع الاية الفارغة (الآية فارغة، الخماسي التفاعيل يخلو من القافية)، الذي يحاكي الآية تماما اللاتينية بأمانة اغريقية، وتحرير الحوار الدرامي من التصنع للقافية، بينما هو الحفاظ على انتظام خمسة أقدام من الآية. وقدم الآية فارغة من قبل إيرل سري عندما تكون في 1540 نشر هو ترجمة للاينييد باستخدام هذا النموذج المتري، ولكن ينبغي أن يتوقع أن جوربودوك ساكفيل ونورتون (1561) وتستخدم لكى تصل إلى ذروتها في ملحمة الكتاب المقدس جون ميلتون، خسر الجنة. وقعت فكرة استخدام مثل هذه متر إلى ساري قبل إصدار اينييد مولزا، مخترع نسخة سثوليتى (الشعر الحر). يقدم المسرح الإليزابيثي أيضا مجموعة من أحدث التقنيات المسرحية التي كانت تستخدم منذ قرون في وقت لاحق للسينما والتلفزيون. المشهد الإنجليزية في أواخر القرن السادس عشر (وخاصة شكسبير) يعرض سلسلة متكررة وسريعة من المشاهد التي لا تتحرك بسرعة من مكان إلى آخر، والقفز ساعات أو أيام أو شهور مع خفة الحركة بالتساوي تقريبا إلى السينما الحديثة. الآية فارغة لا تلعب أي أقل من إعطاء الشعر جزء العفوية للمحادثة وطبيعية من سردي.
كان شاعرية أرسطو، الذي حدد وحدة من الوقت والعمل (يتم إضافة مساحة الإنسانيين) في الدراما، وقادرة على الغلبة على نحو أفضل في القارة: فقط بعض الكلاسيكيين النمط الدراسي كما بن جونسون تبع الرسالة التعاليم، ولكن هذه الشخصيات ليس لها حياة شكسبير، وتبقى (وخصوصا في حالة جونسون) مستوى «أنواع» أو «أقنعة». وكان ذلك أساسا بفضل التنازل عن القواعد التي المسرح الإليزابيثي يمكن أن تتطور هذه الطرق الجديدة في شكسبيرو بومونت وفليتشر التي وجدت مارلو وغيرها الكثير أرضا خصبة لعبقريته.

## الحداثة والواقعية من الشخصيات
كان تفسير الإليزابيثي من كلاسيكيات عاصفة من الابتكارات في القصص القديمة، بل تمجد جودة عالمية من الشخصيات التاريخية العظيمة أو أسطورية. مع نمط آخر وأسلوب آخر، بما في ذلك المواضيع الاجتماعية بطريقة حديثة، في كل التعقيد النفسي لها، وكسر المحرمات الاجتماعية الموحدة (الجنس والموت وأكل لحوم البشر، الجنون). تصور في الحب «ممنوع» روميو وجولييت، شابان عمرهم من ستة عشر وأربعة عشرعام والذين قرروا في غضون أيام قليلة الزواج والهروب من المنزل; في تمثيل عشاق الانتحار. في مسرحية الملك لير التخلي عن الملك البالغ من بنات هو الموضوع المهيمن (وليس هناك ما هو أكثر حداثة من الدراما من إهمال كبار السن وتفتيت نواة الأسرة). الجودة هي أنه بدلا من الأحرف «أسوأ» تجعلنا أكثر مثلهم، وتبين أن في هذا الوقت ونحن ما زلنا متأثرين بشدة.

## المسرح داخل المسرح
كان المسرح الإليزابيثي في "المسرح المفتوح" وليس فقط بالمعنى الحرفي للمصطلح كما يبدو يتضح من الشعور السخرية الذاتية من الممثلين والمسرحيين الإليزابيثي. الممثل يحب التحدث إلى الجمهور "بين السطور" لتحويل الطابع نفسه الذي يتلون، وتوقع مفرزة للسخرية من مسرح برتولد بريخت. لهذه الفئة من الجهات الفاعلة الإليزابيثي المسرحي يخترع المسرح داخل المسرح. فقد رأينا في حفلة تنكرية من العاصفة، ولكن المثال الأكثر رمزية هو أن هاملت، الوريث الشاب للعرش الدنمارك يستأجر مجموعة من السفر لاعبين لتمثيل في عيون كلوديوس، وقال انه يشتبه في ان فقد قتل والده، والدراما التي يعيد القتل المزعوم. في نهاية كلاوديو يرتفع، بالاشمئزاز والخوف، وترك المحكمة. وهكذا فإن هاملت الشباب مقتنع بالذنب (غير مجربة سابقا) من زوج والدته، بالتآمر لقتله. يمكنك العثور على أمثلة أخرى من هذا بين اليزابيثيون، مع نجاح مماثل إلى "فيلم داخل فيلم" ولكن أيضا "المسرح داخل المسرح.

## المسرح السينمائي
وقال أنتوني بيرجس، المسرح الإليزابيثي في عام وشكسبير في المستقبل معين من وقتهم يبدو أظهرت لنجاح التبديلات فيلم وتمثيليات تلفزيونية، تقريبا كما لو تم كتابة تلك الأعمال الدرامية وهو التأكيد على أن نجاح فيلم روميو وجولييت زيفيريلي. ومن المفارقات، مثل القدرة على التكيف مع الأفلام ويبدو أن لأصل المسرح الإليزابيثي في الأنواع الدرامية في العصور الوسطى مثل أسرار والمعجزات والأخلاق، تمثيل الطابع الشعبي التي وضعت لأول مرة في الكنائس وفي وقت لاحق في الساحات الكبيرة أو في المعارض. عدم وجود مشهد والأزياء السماح للنجاح في التمثيل في أيدي الجهات الفاعلة. الحاجة إلى الارتجال (في كثير من الأحيان بمساعدة القليل من الفكاهة) جنبا إلى جنب مع عدم وجود متطورة بدلا من قلق الجهات أبنية المسرحية، التي تحررت من القيود المفرطة التدريج في حين استكمل عدم وجود المؤثرات الخاصة التي إعادة اختراع الشعرية مع الوصف الغنية، قليلا عن مثل التلفزيون، حيث أن التي «تفتقر» الراديو، مثيرة التخصيب خارج لغة التدبير.

## مكانه المسرح
كان المسرح الإليزابيثي شعبي، ولكن كان له سمعة سيئة. حيث حظرت السلطات عرضه في لندن، على الرغم من ان المسارح في جميع أنحاء نهر التايمز بالقرب من ساوث أو بلكفريرس، خارج اختصاص سلطات المدينة.
تم إنشاء مسارح عامة كبيرة ومربحة اقتصاديا وعامل رئيسيا في نجاح الدراما في عصر النهضة الإنجليزية. وكانت نقطة التحول في بناء المسرح من قبل جيمس برباج، في شورديتش في 1576. والمسرح وسرعان ما تبع ذلك من قبل مسرح الستار قريب (1577). مرة واحدة في المسارح العامة في لندن بما فيها روز (1587) وسوان (1595) ومسرح غلوب (1599) ومسرح فورتشن (1600) وريد بول (1604), المسرح أصبح الهام دائم، وليس شيئا في نهاية المطاف.
احتفظت هذه المسارح الكثير من البساطة القديمة في العصور الوسطى. وقد أظهرت بعض الحفريات الأثرية في أواخر القرن العشرين على الرغم من تواجد فروق فرديه في المسارح، وكانت ميزة المشترك بينهما أن جميع اتباع المخطط العام وبسيط. مستوحاة أصلا في السيرك من فتره قتال بين الدببة والكلاب أو في النزل الرخيصة والمحافظات المؤسسات، يتألف المبنى مسرحا لبناء بسيط جدا من الخشب أو الحجر، وغالبا دائري مع قاعدة عريضة فناء, أغلقت جميع أنحاء لكن بلا مأوى. وأصبح هذا الفناء جمهور المسرح، في حين أن المعارض المستمدة من الشرفات الداخلية من النزل. عندما أصبح نزل أو مسرح السيرك، تغيرت قليلا أو لا شيء من المبنى القديم: عقدت الأداء في الفناء، وضوء الشمس. حيث الممثل في فتره الإليزابيثي يتواجد في الوسط، وليس أمام الناس: في الواقع، فإن السيناريو في داخله محاطة من ثلاث جهات (تحفظت فقط الجزء الخلفي للجهات الفاعلة التي محمية من المبنى). كما هو الحال في العصور الوسطى، كان الجمهور ليس فقط مجرد متفرج, ولكن شارك في الدراما. غياب «المؤثرات الخاصة» الإيمائي المكرر وتعبيرات الوجه والقدرة اللفظية من الجهات الفاعلة، والذي عرف ببراعة إنشاء أماكن وعوالم غير مرئية (سحر بروسبيرو في العاصفة يلمح مجازا لهذا السحر «مذكر»).
و ما بين المشهد الثانى والثالث عادتا ما يتم وضع الموسيقى. وكانت القدرة بين 1500 و 2000 متفرج. لم تكن هناك فواصل بين الأعمال كما كان المشهد متفرق. الأثاث والأشياء أعطى موقع العمل (كان العرش المحكمة وحانة الجدول وحانة وما إلى ذلك).
المسارح الأخرى مثل مسرح بلكفريرس (1599) والرهبان وايت (1608) وقمرة القيادة (1617) أغلقت. مع إنشاء مسرح سالزبوري المحكمة في 1629 كان الحضورفى لندن يضم ستة مسارح للاختيار من بينها: الثلاثة الذين نجوا من عصر عظيم «الجمهور» في الهواء الطلق وغلوب فورتشن ومسارح ريد بول وثلاثة، أصغر. المسارح «خاصة» وهكذا، كان المسرح قدرة رأس المال أكثر من000 10، شخص بعد 1610.

## المسرح بدون طبقات
في حين كشفت الدراما في عصر النهضة الإيطالية كشكل من أشكال الفن النخبوي، كان المسرح الإليزابيثي يساعد على اختفاء الطبقات، مما يجعل «فلر» الاجتماعية. توافد وتمثيل الأمراء والفلاحين والرجال والنساء والأطفال، لأن المدخل كان متاحا للجميع، ولكن مع اختلاف الاسعار:
إذا كنت تريد البقاء تدفع فقط فلسا واحدا، ولكن إذا كنت تريد الجلوس، يمكنك الدخول عبر باب آخر، حيث تدفع فلسا واحدا آخر. إذا كنت ترغب في الجلوس على وسادة في أفضل مكان، حيث هو كل شيء، ليس فقط، ولكن يمكن أن نرى أيضا، فيجب الاتجاه إلى الباب الثالث مع فلسا اخر. وصف توماس بلاتير دى بازلى عام 1599, بعد زيارة الستار.
الذهاب إلى المسرح كانت عاده في ذلك الوقت. قبل كل هذا الدرامية يجب تلبية الأذواق المتنوعة: الجندي الذي يريد أن يرى الحرب والمبارزات والنساء الباحثات عن الحب والشعور ومهتمون بالفلسفة الأخلاقية والقانون, وذلك مع جميع المهتمين. حيث تعكس لغة المسرحية هذا الشرط مع سجلات متنوعة واكتساب قدرا كبيرا من المرونة في التعبير.

## الشركات والفنانين
- بناء على المقربة الانسانيه المتواجده بين الشعب، فلا يعتبر ضروريا استخدام غرف تغيير الملابس الكبيرة أو أكون مخلصا الأثرية إلى وقائع تاريخية.

شركات تعمل على نظام مرجع. نادرا ما يفسرون نفس العمل لمدة يومين.
توظيف الممثلات يحظره القانون، وظلت كذلك خلال القرن السابع عشر، حتى في ظل الدكتاتورية البروتستانتي. ثم مثلت الشخصيات النسائية التي كتبها الأولاد. ولكن هذا لا يقلل من نجاح تمثيل كدليل على شهادة من الوقت والاحتجاجات المستمرة ضد فرق من مدينة المتشددون الإداريين.
كان المسرح التي تديرها شركات خاصة وشكلت من قبل الجهات الفاعلة، الذي دفع الكتاب إلى تفسير عمله وغيرها من الجهات الفاعلة الداعمة. استأجرت بعض أصحاب المسرح والبعض الآخر نفسه. كان كل شركة الأرستقراطي، الذي كان نوعا من الوصي الأخلاقي. حماية فقط التي توفرها مجموعة من الجهات الفاعلة مع الأمراء والملوك إذا ارتدى الممثل لا يمكن أن يتم القبض عليه كسوة له في الواقع - يمكن أن ينقذ شكسبير وكثير من زملائه الجمل المعصية التي أطلقتها بلدية المتزمتة. ألغي قانون 1572 الشركات التي تفتقر إلى رعاية رسمية للنظر له «المتشردين» أعضاء. اسم العديد من الشركات المسرح يستمد من هذا النوع من الرعاية: وكان الأدميرال للرجال ورجال الملك «رجال الأدميرال» و «الرجال السيادية.» ويمكن العثور على الشركة التي لم يكن لديه رعاة قوية تقف وراءها في عدد من الصعوبات ومشاهدة عروضهم ألغت من يوم واحد إلى آخر. وأضيفت مشكلات أخرى للممثلين من ضمنها انخفاض الأجور.
وكان المجلس الملكي هو من يعطى الإشارة إلى كل واحد من الأعمال لأنه لم يكن هناك رقابة بشأن القضايا الأخلاقية مثل الجنس والشر والمظاهرات ضد الله والكنيسة، إلخ.

### قائمه الممثلين
- إدوارد اين
- روبرت ارمين
- كريستوفر بيستون
- جيمس برباج
- ريتشارد برباج
- هنري كونديلز
- ناثان الميدان
- جون هيمنكز
- توماس هايوود
- ويل كيمبى
- وليام رولي
- وليام شكسبير
- ريتشارد تارلتون

### شخصيات أخرى
- جورج بوك، منظم حفلات 1609 - 1622
- كوثبرت برباج، منظم
- جيمس برباج، منظم
- فيليب هنسلو، منظم
- فرانسيس لانغلي، منظم
- ادموند تيلينى، عريف الحفل 1579 – 1609

### قائمة الشركات
- رجال الأدميرال
- رجال الملك
- رجال اللورد تشامبرلين ل
- رجال الملكة آن
- رجال ووستر

## الكتاب
تزايد عدد السكان من لندن وثروة ها العظمى ومواطنيها وعشقهم للعرض أنتج أدب مسرحي من مجموعة متنوعة رائعة ذات جودة عالية. على الرغم من أن معظم النصوص المكتوبة للمرحلة الإليزابيثي قد فقدت، إلى انه تم الاحتفاظ 600 شهادة من وقت قيد الحياة الثقافية.
كان مؤلفي هذه الأعمال الدرامية من أصول متواضعة في المقام الأول من العصاميين، على الرغم من أن بعض من المفترض أن تلقوا تعليمات في جامعة أكسفورد أو كامبردج. على الرغم من أن وليام شكسبير كان بقدر ما نعلم ممثل، ومعظمهم لم يكن له معروف ككاتب 1600 منهم فقط عريفوا كا ممثلين معروفين بسبب تقدمهم.
ليس كل المسرحيين تتوافق مع الصور الحديثة من الشعراء والمثقفين. قتل كريستوفر مارلو خلال مشاجرة في حانة، يرافقه شخصيات شكسبير من العالم السفلي للندن وتقريب اقراض المال، في حين قتل بن جونسون ممثل في مبارزة. ربما كان العديد من الآخرين جنود. ربما في أي وقت آخر من الدراما هو أكثر واقعية وتلمس حساسية من كل المؤامرات والاغتيالات السياسية، وكانت أحكام الإعدام والعنف أمر يومى، أيضا لأن النهضة في هذه الفترة هي فترة من التغييرات المؤلمة: في إيطاليا، وكل ما في فلورنسا والمؤامرات السياسية القصر والمدينة المؤقتة الدماء الحروب: عظمة الوقت ويتأمل أزمتها الخاصة، التي هي أيضا الأزمة والتغلب النهائي من العصور الوسطى.
وكان ذلك من كتابه المسرحيات مهنة مدفوعة الأجر، ولكن في حين أنهم كانوا قادرين على إنتاج مسرحيتين في السنة. منذ المسرحيين كسبت القليل من بيع أعمالهم، فقد تعيش لكتابة الكثير. حققت معظم المسرحيين المهنية بمتوسط 25 جنيه استرليني سنويا، وهو رقم رائع لهذه الفترة. وكانت تدفع الدفعة عموما، وفقا تقدم كتابة هذا العمل وإذا تم قبول النص في النهاية كما يمكن الحصول على فوائد من يوم واحد من التمثيل. لم يتم يتمتع بأي حق ما قد كتب. عندما بيعت النص إلى الشركة، أنها تمتلك وكان المؤلف لا يتحكم في اختيار من الجهات الممثله أو التمثيل، أو على المراجعات والمنشورات اللاحقة.

### مارلو
المقال الرئيسي: كريستوفر مارلو
كان مارلو ذات طابع غريب والذي كان متقدما على عصره، يعتبر سابقاً لتاريخ شكسبير ومعظمهم من المآسي التاريخية. ثورة في هذا النوع من الشخصيات التي وضعت على خشبة المسرح: وكانت أعماله ضد الاخلاق والتاج والكنيسة. وقد زعم انه كان ملحدا ويدرك خدماتها للملكة (وربما كان جاسوسا). وثارت تكهنات حول وجود اتجاه مثلي الجنس، على الرغم من أنه هو السؤال الذي لم يتأكد وينسب إلى مؤامرة من عمله إدواردو الثاني، وقد تركز حبه في المفضلة جوزداف والمسؤول عن توماس كيد، رفيق وصديق وتعرض للتعذيب. وفي وقته حقق شهرة كبيرة والمسرح يمثل نجاحا ملحوظا.

### شكسبير
المقال الرئيسي: وليام شكسبير
لم يذهب شكسبير للجامعه، حيث كسرالوحدات الكلاسيكية والوقت والاحداث والخلط بين الانواع. وقد نسخ العناصر اليونانية واللاتينية، وغيرها من المؤلفين والتاريخ البريطاني. وكان موضوعات جنسية والسحرية وكارهة للنساء.

### قائمة المؤلفين البارزين
- وليام المرمر
- روبرت ارمين
- فرانسيس بومونت
- جورج تشابمان
- هنرى تشيلتى
- صموئيل دانيال
- جون دى
- توماس ديكر
- مايكل درايتون
- ريتشارد ادوارد
- جون فليتشر
- جون فورد
- إبراهيم فرانسى
- جورج غاسكوين
- آرثر جولدنج
- روبرت غرين
- ريتشارد هثوى
- وليام هوتون
- توماس هايوود
- توماس هيوز
- بن جونسون
- توماس كيد
- توماس لودج
- جون لي لى
- كريستوفر مارلو
- جون مارستون
- فيليب مسينجر
- توماس ميدلتون
- أنطوني مونداي
- توماس ناش
- توماس نورتون
- جورج بيلى
- هنري بورتر
- صموئيل رولي
- وليام رولي
- توماس ساكفيل
- وليام شكسبير
- جيمس شيرلي
- فيليب سيدني
- وينتوورث سميث
- سيريل تورنيور
- جون ويبستر

## مسرح يعقوبي وكارولين
تغير طابع الدراما مع ملوك ستيوارت. مع تطور دور القطاع الخاص والدراما أكثر توجها نحو الأذواق والقيم للجمهور الطبقة العليا. في فترة حكم كارلوس الأول، كتبت بعض الأعمال الجديدة في المسارح العامة، وذلك بفضل الأعمال المتراكمة في العقود الماضية.
وكانت حركة البروتستانتي ارتفاع معادية للمسارح، الذي يعتبر خاطئا لعدة أسباب: الشباب يرتدون زي النساء للعب الأدوار الأنثوية، والحقيقة أن المسارح كانت في نفس الجزء من بيوت الدعارة المدينة ومراكز أخرى نائب وأخيرا، فإن المشهد الدفاع خلافا ل المتشددون للاراء السياسات. عندما تمكن الفصيل البروتستانتي في البرلمان للسيطرة على مدينة لندن في بداية الحرب الأهلية، وأمرت بإغلاق جميع دور العرض في 1642 .

## تأثير
في حين أن المسرح الإليزابيثي الاحتفاظ البساطة الهيكلية والقارية على غرار الإيطالي، وقد تم المؤثرات الخاصة التابعة (التي يمكن تصورها في آلية أداء وحتى إنسان آلي اخترع ليوناردو). ومن هنا جاء الحديث «الساحر» المسرح هناك ليست سوى خطوة صغيرة. صحيح أن من القرن العشرين العديد من كانت طليعة التي أدخلت حلول جديدة (مثل المستقبلية والدادائية والسريالية وباوهاوس), ولكن نادرا ما يكون الجمهور قد شعر تشارك في هذه المبادرات، ويمكن القول أن المسرح لا يزال أمامها طريق طويل لنقطعه لتتناسب مع شعبية من فيلم أو التلفزيون.

### الأصوات العامة
- حقبة اليزابيثيون
- المسرح
- المسرح المعمارى
- الأدب الإنجليزي
- الأدب في عصر الملكة إليزابيث

### اماكن ذات اهمية
- ستراتفورد أبون آفون
- لندن
- إنجلترا
- المملكة المتحدة
- غابة الصنوبر استوديوهات

## وصلات خارجية
مجموعة من الروابط من جامعة الدراسات تورينو

### النصوص
- Obras de William Shakespeare en Cervantes Virtual
- Macbeth en Wikisource (inglés)
- The Tempest en Wikisource (inglés)
- Romeo and Juliet en Wikisource (inglés)
- The Tragedy of Doctor Faustus de كريستوفر مارلو en Wikisource (inglés)
- Shakespeare and the Globe. Artículo sobre Shakespeare y The Globe en la Encyclopaedia Britannica: amplio estudio sobre el teatro de la época.

### فيلموغرافيا

#### شكسبير
Artículo principal: وليم شكسبير
- Shakespeare in Love
- The Tragedy of Macbeth
- King Lear
- Hamlet
- The Tempest
- Romeo e Giulietta (versión de فرانكو زافاريلي)

#### مارلو
- Doctor Faustus
- Volpone